# Crella gergensteini
Crella gergensteini är en svampdjursart som först beskrevs av Swartschevsky 1880.  Crella gergensteini ingår i släktet Crella och familjen Crellidae. Inga underarter finns listade i Catalogue of Life.